# Nikolás Rincón
Nikolás Rincón Gamba (Bogotá, 15 de octubre de 1977) es un actor, cantante y modelo colombiano, reconocido principalmente por su papel como Albeiro Manrique en la serie de televisión Sin tetas no hay paraíso, y como Ernesto "Chopin" Ramírez en la serie Cumbia Ninja.   

## Filmografía

### Televisión
- Devuélveme la vida (2024) — Erick Guinand
- Arelys Henao: canto para no llorar (2022) — Ciro
- Bolívar (2019) — Rafael Moran
- El Barón (2019) — Chepe Santacruz
- Garzón (2018) — Ángel Muñoz
- La ley del corazón (2016-2017) — Andrés Borrero
- Dr. Mata (2014) — Detective Benito Capote
- Cumbia Ninja (2013-2015) — Ernesto "Chopín" Ramírez
- Alias el Mexicano (2013) — Julián Ruiz
- A mano limpia (2010-2011) — Rodolfo
- Los caballeros las prefieren brutas (2010)
- Kdabra (2009-2011) — Salvador Castaño
- ¿Quién amará a María? (2008) — Javier Rincón
- Sobregiro de amor (2007-2008) —  Rubén Herrera
- Sin tetas no hay paraíso (2006) — Albeiro Manrique
- Por amor a Gloria (2005-2006) — Winston Alfonso Valbuena Sutamarchán
- La saga, negocio de familia (2004-2005) — Tito Manrique
- Sin límites (1998) — Actor de reparto
- Marcelina  (1997-1998) — Actor de reparto
- Conjunto cerrado (1996-1998) — Actor Reparto
- Sabor a limón (1995-1996) — Actor de reparto

## Cine
- Love & Coffe (Cup of Love) (2016) — Diego Valdez
- Caprichos de elevador
- Entre el cielo y el infierno
- Postales colombianas (2011) — Federico
- La India
- Ni te cases ni te embarques (2008) — Oscar

## Premios y nominaciones

### Premios India Catalina
| Año  | Categoría                               | Telenovela o Serie          | Resultado |
| ---- | --------------------------------------- | --------------------------- | --------- |
| 2005 | Mejor actriz o actor revelación del año | La saga, negocio de familia | Nominado  |

### Premios TVyNovelas
| Año  | Categoría              | Telenovela o Serie | Resultado |
| ---- | ---------------------- | ------------------ | --------- |
| 2006 | Mejor Actor de Reparto | Por amor a Gloria  | Nominado  |